# Ossie Vitt
Oscar Joseph Vitt, dit Ossie Vitt, (4 janvier 1890 - 31 janvier 1963)  est un joueur et manager américain de baseball qui évolue en ligue majeure en 1912 et 1921 comme joueur de troisième base, puis comme manager entre 1938 et 1940.

## Carrière

### Joueur
Natif de San Francisco, Vitt commence sa carrière de joueur professionnel en Pacific Coast League avec les San Francisco Seals en 1911. Il rejoint la saison suivante les Ligues majeures en signant chez les Detroit Tigers. Batteur moyen (jamais plus de 0,254 chez les Tigers), Vitt s'impose grâce à ses belles performances en troisième base. Sa moyenne de 0,960 au poste le démontre : il domine d'ailleurs la Ligue américaine dans ce domaine en 1915 et 1916. Ses performances moyennes au bâton sont à relativiser. Il pratique ainsi souvent l'amorti sacrifice et avec 259 coups de ce type en dix ans de carrière, il pointe au 32e rang de l'histoire des Ligues majeures. De même, Vitt est très difficile à sortir en trois prises. Il est victime de ce type d'élimination pour 26,6 passages au marbre ; C'est la 35e meilleure performance de l'histoire des Ligues majeures. En 1918, son ratio monte à 44,5, le deuxième meilleure en Ligue américaine.
Le 10 août 1915, il reçoit une balle de Walter Johnson en pleine tête. Il reste inconscient pendant cinq minutes avant de quitter le terrain. 
Échangé le 17 janvier 1919 aux Boston Red Sox, il y achève sa carrière de joueur.

### Entraîneur
Devenu manager, il mène les Newark Bears au titre de champion de l'International League en 1937. Vitt est alors nommé manager des Cleveland Indians, où il instaure une discipline très sévère. Trop sévère. Le 13 juin 1940, Mel Harder dépose au nom des douze principaux joueurs du club une demande auprès du président Alva Bradley : licencier Vitt. Harder déclare par la suite que sans Vitt, les Indians auraient pu remporter un titre à cette période. Bradley ne suit pas l'avis de ses joueurs et maintient Vitt en poste jusqu'à la fin de la saison 1940. Le titre de la Ligue américaine échappe de peu aux Indians. Lors de la deuxième moitié de cette saison, la jeune formation de Cleveland est surnommée « The Crybabies » en référence aux complaintes des joueurs envers leur manager.